# The Christmas Setup
The Christmas Setup (bra: Encontro de Natal) é uma comédia romântica americano-canadense, um filme dirigido por Pat Mills e transmitido em 2020. Trata-se do primeiro filme natalino com tema LGBTQ transmitido pela Lifetime. Estrelado por Ben Lewis no papel de Hugo, um advogado da cidade de Nova York que retorna para casa com sua melhor amiga de faculdade Madelyn (Ellen Wong) para visitar sua mãe Kate (Fran Drescher) durante o Natal, e é forçado a considerar o que realmente quer da vida quando se aproxima de seu ex-colega de colégio Patrick (Blake Lee). O filme foi lançado pela Lifetime em 12 de dezembro nos Estados Unidos e em 18 de dezembro no Canadá.

## Sinopse
Durante as festas de Natal, o advogado Hugo Spencer viaja de Nova York para casa de sua mãe Kate em Milwaukee com a melhor amiga Madelyn McKay. Kate faz uma lista de atividades de Natal para ele e seu irmão Aiden (que retorna no fim da semana). Enquanto realiza as tarefas natalinas, Hugo encontra Patrick Ryan, um ex-colega de escola e sua paixão secreta, que voltou recentemente após uma temporada de sucesso no Vale do Silício. Para o constrangimento de Hugo, Kate tenta aproximá-lo de Patrick. Enquanto isso, Hugo descobre que a antiga estação ferroviária do bairro, centro das festividades natalinas, será demolida e corre para salvá-la. Atraídos um pelo outro, Hugo e Patrick saem juntos e se beijam pela primeira vez sob as luzes da aurora boreal.
O chefe de Hugo lhe telefona e dá a promoção que ele esperava, com a condição de que ele se mude para Londres para abrir um novo escritório. Angustiado com a ideia de deixar seu país, sua família e Patrick, ele comenta com Madelyn. Durante a noite do jogo de perguntas e respostas de Natal, Madelyn acidentalmente conta a todos sobre o novo emprego de Hugo, forçando-o a reconsiderar seriamente sua decisão. Patrick o convida para uma festa, onde Hugo canta "Have Yourself A Merry Little Christmas", mas por causa das dificuldades de um namoro à distância, Patrick pede para não vê-lo mais. Aiden e Madelyn começam a namorar enquanto Hugo junta a papelada necessária para salvar a estação de trem. Na festa da estação ferroviária, Hugo decide recusar o emprego e iniciar um relacionamento com Patrick. Começa a nevar e todos saem da estação de trem. Hugo e Patrick se dão as mãos e se beijam enquanto Kate os fotografa.

## Elenco
- Ben Lewis como Hugo Spencer
- Blake Lee como Patrick Ryan
- Ellen Wong como Madelyn McKay
- Fran Drescher como Kate Spencer
- Chad Connell como Aiden Spencer
- Pedro Miguel Arce como primo Jimmy Spencer

## Produção
O filme foi realizado em Ottawa e Almonte, no Canadá, em 2020. 

## Recepção
The Christmas Setup recebeu críticas positivas após seu lançamento pela abordagem da temática LGBTQ. A revista Glamour deu uma crítica positiva com o título "O filme de Natal gay da Lifetime me quebrou totalmente - então, sim, funcionou", descrevendo-o como "estimulante, libertador e - se você for um homem gay - totalmente arrasador. Não é isso que as comédias românticas devem fazer?" Em uma revisão dos filmes de Natal com tema LGBTQ de 2020, Salon deu ao filme uma crítica mista, chamando-o de brega e "derivado de provavelmente 80 filmes de férias direto para a televisão", mas chamou-o de "a escolha do Salon para uma diversão de Natal pura e melosa. Atinge todas as marcas que se tornaram padrão no gênero de filmes de férias direto para a televisão". Também foi elogiada a escalação do casal da vida real Ben Lewis e Blake Lee como casal protagonista: "Pelo menos nenhum dos problemas surge do casal central".  TVLine também elogiou o casal formado por Lewis e Lee: "O aspecto mais inovador do primeiro filme de férias com tema LGBTQ da Lifetime, The Christmas Setup, não foi o fato de ter um casal gay em seu centro. Era que ele era realmente muito bom”.